# بوجيدار ديوركوفيتش
بوجيدار ديوركوفيتش هو لاعب كرة قدم صربي في مركز الوسط، ولد في 4 يناير 1972 في سوبتيتسا في صربيا. لعب مع أرسنال تولا وبي أيه إس كيه بيوغراد وسبارتاك سوبتيتسا وسسكا صوفيا وفيتوريا دي غيماريش ونادي أو إف كيه بيوغراد ونادي فويفودينا ويونيون برلين.

## وصلات خارجية
- بوجيدار ديوركوفيتش على موقع قاعدة بيانات كرة القدم.إي يو (الإنجليزية)
- بوجيدار ديوركوفيتش على موقع بيانات كرة القدم. دي إي (الألمانية)
- بوجيدار ديوركوفيتش على موقع عالم كرة القدم.نت (الإنجليزية)